# Feitorias de Igarassu e na Ilha de Itamaracá
As Feitorias de Igarassu e na ilha de Itamaracá foram entrepostos fortificados do litoral de Pernambuco, Brasil. Ficavam localizadas na altura da foz do rio Igarassu e na vizinha ponta sul da ilha de Ascensão (hoje Itamaracá), nos atuais municípios de Igarassu e Ilha de Itamaracá, área metropolitana do Recife.

## História

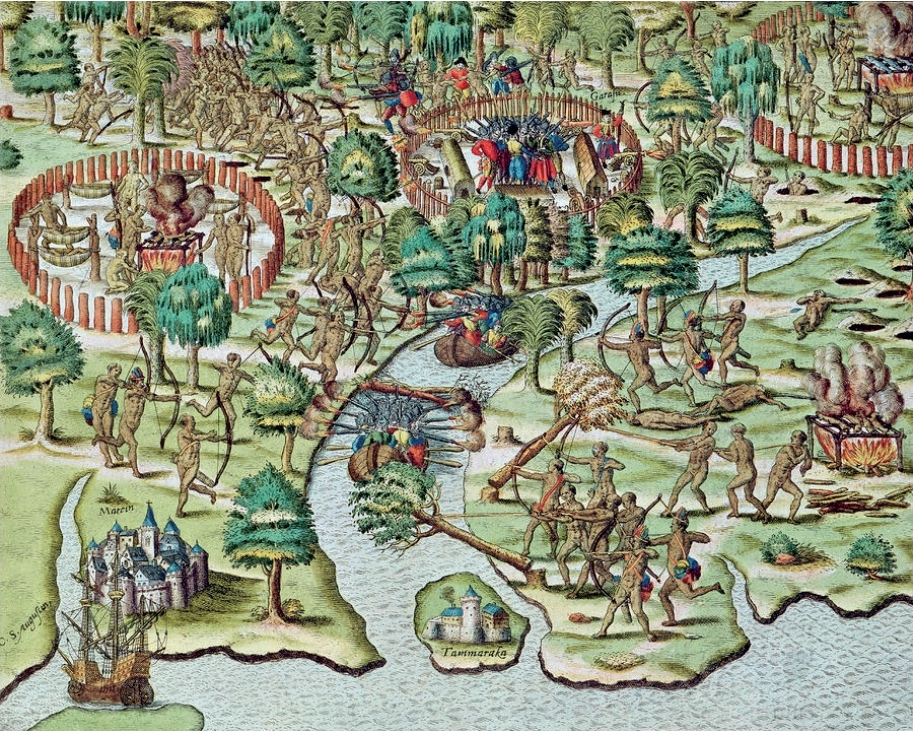
Gravura de Theodore de Bry representando os “cercos de Igarassu” em Pernambuco no ano de 1549. Na parte inferior, o Castelo de Duarte Coelho a esquerda e a Feitoria da Ilha de Itamaracá a direita.

A primeira estrutura de defesa fixa portuguesa no litoral de Pernambuco foi uma feitoria de pau-brasil ("Caesalpinia echinata"), erguida à margem direita da foz do rio Igarassu por Cristóvão Jaques no contexto de sua primeira expedição à costa brasileira (1516-1519), em substituição à Feitoria da Baía de Guanabara que fizera desativar entre 1516 e 1517 (AVELLAR, 1976:55; BUENO, 1998:57; BUENO, 1999:197). Encontra-se referida nas Cartas de Doação de D. João III (1521-1557):
- em favor de Pero Lopes de Sousa, ao determinar a colocação de um padrão a dez passos da casa de feitoria que "de princípio fez Christovão Jaques pelo rio dentro, ao longo da praia"; e
- em favor de Duarte Coelho Pereira, em 10 de Maio de 1534: "Cristovão Jaques fez a primeira casa de minha feitoria e a cinqüenta passos da dita casa da feitorya pelo rio a dentro ao longo da praya." (CASTRO, 1940:130). As razões da transferência da baía de Guanabara para Pernambuco foram, em linhas gerais:

- a descoberta por estrangeiros daquela feitoria, com a conseqüente perda de lucratividade;
- a melhor qualidade do pau-brasil do litoral nordeste do Brasil; e
- uma economia de cerca de dois meses na viagem (BUENO, 1998:127-128)

Na sua segunda expedição (1521-1522), ao retornar do rio de Santa Maria (atual rio da Prata) rumo a Lisboa, Cristóvão Jaques carregou as suas caravelas com pau-brasil na feitoria de Pernambuco, onde desterrou o piloto português Jorge Gomes por desentendimentos (BUENO, 1998:138).
Visitada pela armada de Sebastião Caboto (1526), que aí esteve retida devido ao mau tempo e às correntes marítimas entre Junho e Setembro de 1526, ), foi aí que o piloto Jorge Gomes descreveu a Caboto as riquezas do rio da Prata, conduzindo-o ao porto dos Patos, ao sul da ilha de Santa Catarina. Nesse porto, ao escutar a mesma versão acerca das riquezas do rio da Prata, Caboto desistiu do seu objetivo original, o arquipélago das Molucas, para se dirigir ao rio da Prata (BUENO, 1998:147-148).
Cristóvão Jaques, quando da sua terceira expedição (1526-1528), aportou à feitoria de Pernambuco em Maio de 1527, onde foi informado, pelo náufrago espanhol D. Rodrigo de Acuña (da expedição de Jofre de Loyassa às Molucas, em 1525), da presença de quatro navios franceses carregando pau-brasil na baía de Todos os Santos (BUENO, 1998:151). Cristóvão Jaques surpreendeu-os em fins de Junho, matando e aprisionando centenas de franceses.
A feitoria de Pernambuco abrigou os feridos de Pero Lopes de Sousa, que capturara duas naus francesas ao Sul do cabo de Santo Agostinho:
"19/fev/1531 - (...) e mandou [o Capitão irmão, Martim Afonso de Sousa] levar todos os doentes a uma casa de feitoria que aí estava. (...)." (CASTRO, 1940:138-139)
Dali partiram, nesse mesmo mês, uma das naus capturadas aos franceses, carregada com setenta toneladas de pau-brasil e trinta prisioneiros normandos (sob o comando de João de Souza), as duas caravelas que se dirigiram à exploração do rio Maranón ("Rosa" e "Princesa", sob o comando de Diogo Leite), e o restante da expedição para o rio da Prata (BUENO, 1998:169).
Ainda em consequência do incidente de Junho de 1527 na costa da Bahia, a feitoria no rio Iguaraçu foi bombardeada e conquistada pela nau "La Pelèrine" (Março de 1531), que zarpara do porto de Marselha para a costa do Brasil em Dezembro de 1530. Sob o comando do Capitão Jean Dupéret, transportava 120 homens, 18 canhões, munição e material de construção, em missão "militar, comercial, agrícola e feitorial". A feitoria estava ocupada pelo feitor Diogo Dias e mais cinco portugueses, que junto com algumas dezenas de indígenas, resistiram durante dois dias ao assédio francês. Em inferioridade numérica, foi assinado o termo de rendição da feitoria. Mediante o pagamento de 400 ducados os portugueses se comprometiam a auxiliar os franceses a erguer uma nova fortaleza para substituir a feitoria arrasada pela artilharia (BUENO, 1998:107-108). A nova feitoria teria sido erguida, não à margem direita da foz do rio Igarassu, mas na ilha de Itamaracá (BUENO, 1999:197). De acordo com CASTRO (1940) o forte teria custado 4.000 ducados, tendo os portugueses nele trabalhado na condição de cativos.
A "La Pèlerine" zarpou de Itamaracá para Marselha em Junho de 1531), deixando a nova fortificação guarnecida por setenta homens. A nau, entretanto, foi aprisionada por uma embarcação portuguesa no mar Mediterrâneo, ao largo de Málaga, na Espanha, em Setembro de 1531, apreendendo-se em seus porões quinze mil toras de pau-brasil (cerca de 300 toneladas), três mil peles de onça, 600 papagaios, 300 quintais de algodão (cerca de 1,8 tonelada), óleos medicinais, sementes de algodão e amostras minerais (BUENO, 1998:108-109).
O fortim, erguido na ilha de Itamaracá, rebatizada como "île Saint Alexis", sob o comando do Capitão Sr. de La Motte (Carta de D. João III a Martim Afonso de Sousa, em 28 de Setembro de 1532. apud: CASTRO, 1940:384-385), foi atacado e destruído após um cerco de dezoito dias, por Pero Lopes de Sousa, quando de seu retorno de São Vicente a Portugal (Agosto a Novembro de 1532), fazendo reerguer a antiga feitoria à margem direita da foz do rio Igarassu, mantendo o forte francês na ilha de Itamaracá, guarnecido por alguns homens sob o comando de Francisco de Braga (BUENO, 1998:181; BUENO, 1999:197).
Em 1533 aportou à feitoria de Pernambuco a Caravela Espera, transportando Paulo Nunes, substituto do feitor Vicente Martins Ferreira. Na ocasião, tomou posse do Cargo de Condestável do forte Pêro ou Cristóvão Franco e seria rebaixado ao de bombardeiro, Diogo Vaz (Carta de D. João III, de 10 de Fevereiro de 1533. apud: CASTRO, 1940).
Ambas as feitorias se transformaram em povoações nos meados do próprio século XVI (ver Fortificações de Igarassu e na Ilha de Itamaracá). Após a fundação de Olinda, por Duarte Coelho Pereira, a povoação junto à foz do rio Igarassu passou a ser conhecida como "Pernambuco, o velho" (CASTRO, 1940).
As pesquisas arqueológicas do provável sítio da feitoria iniciaram-se na década de 1960, após uma forte ressaca ter colocado a descoberto vestígios de antigos muros de pedra. Durante um mês, em 1968, sob a direção do Prof. Marcos de Albuquerque, da Universidade Federal de Pernambuco, foram identificados restos de cerâmica indígena e européia, pregos, facas e balas de arcabuz, bem como alicerces de pedra argamassada (RAJÃO, 1969:94-111) (ver Reduto dos Marcos). A última campanha no local foi realizada pela instituição em 1997.